# توفيق لاف
توفيق لاف (بالتركية: Tevfik Lav)‏ هو مدرب كرة قدم ولاعب كرة قدم تركي، ولد في 11 يوليو 1959 في مرسين في تركيا، وتوفي في 4 أبريل 2004.

## وصلات خارجية
- توفيق لاف على موقع اتحاد تركيا (مدرب) (الإنجليزية)